# محرك تيار مستمر

شكل 1: مبدأ محرك التيار المستمر : يتكون من مغناطيس ذاتي له قطب شمالي وفطب جنوبي (يسمى عضو ثابت) وحلقة سلكية في الوسط يجري فيها تيار مستمر (ويسمى عضو دوار). يجري التيار في أحد ناحيتي الحلقة ذاهبا، ويجري أتيا في النصف الآخر من الحلقة. تنشأ قوة لورنتز على نصفي الحلقة وتجعل الحلقة تدور (القوة المؤثرة على ناحية اليمين من الحلقة تكون إلى أعلى، بينما اتجاه القوة المؤثرة على نصف الحلقة اليساري تكون إلى أسفل). الحلقة الزرقاء الموصلة التيار إلى حلقة السلك مقسومة إلى نصفين بحيث يكون اتجاه التيار في يمين الحلقة ذاهبا دائما وفي النصف الآخر أتيا دائما، بهذا يستمر السلك في الدوران. الحلقة الزرقاء التي تمد السلك بالتيار (تسمى مبادل كهربائي) يدخلها التيار عن طريق فرشتين موّصلتين للتيار، موصولتان بمصدر كهرباء مستمر مثل بطارية. ينعكس التيار في السلك كل نصف دورة.

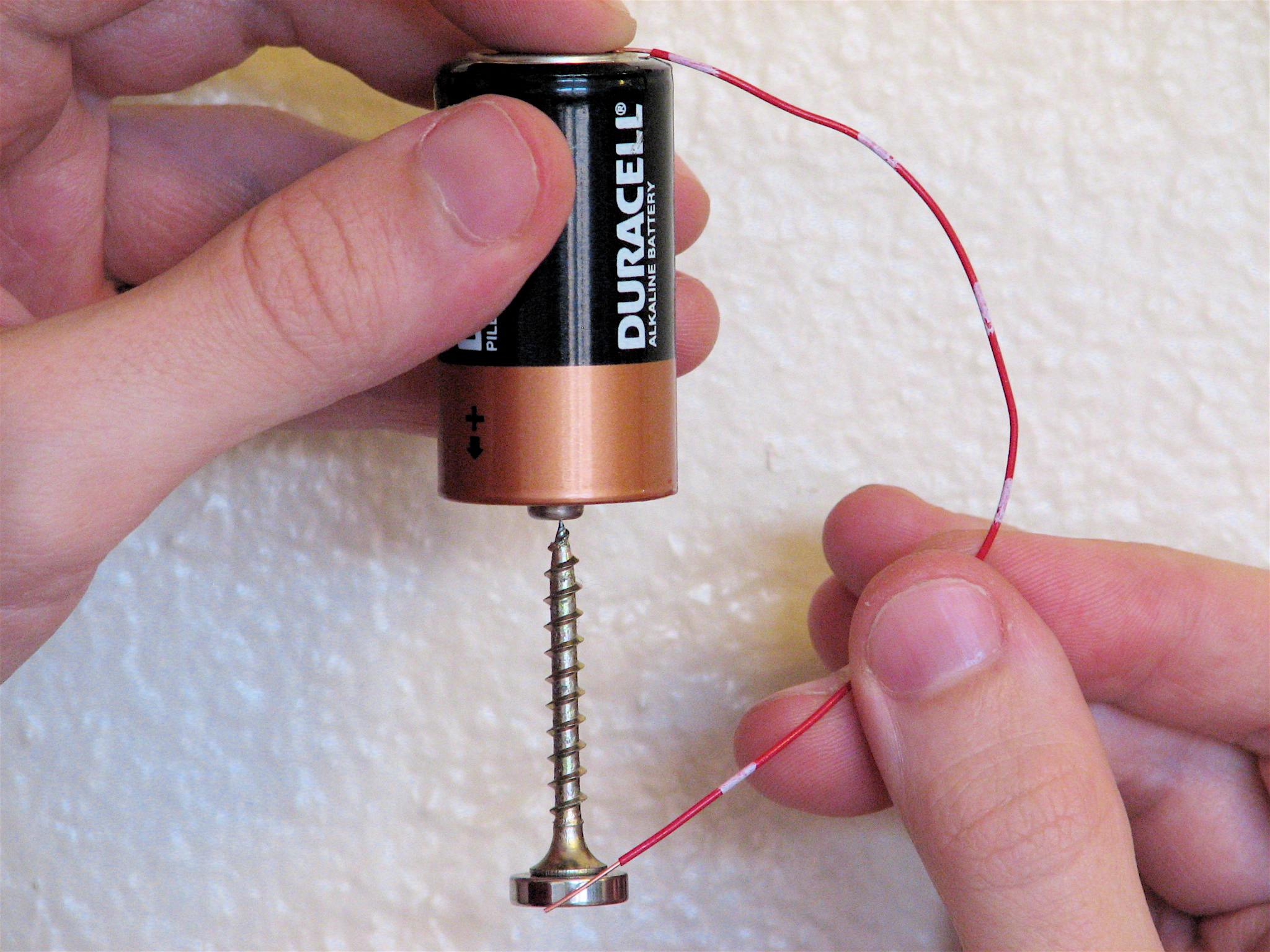
محرك متماثل القطبين بسيط يقوم بلفلفة المسمار

محرك التيار المستمر (بالإنجليزية: Direct Current(DC) Motor) هو عبارة عن آلة تحوِّل الطاقة الكهربائية إلى طاقة مكيانيكة باستخدام التيار المستمر، وهو بالتالي يعمل فقط على أنظمته، وتنقسم أنواعه إلى نوعيين بناءً على التركيب، واحدهما: هومحرك متماثل القطبين وهو أول اختراع يقوم بشغل فيزيائي بواسطة الحث الكهرومغناطيسي، ومخترعه هو العالم مايكل فرداي، والآخر محرك محمل ذو كريات وهو محرك كهربائي غير عادي يتكون من محامل كروية.

## تركيب الجهاز
يتركب الجهاز في أبسط صوره من قطبين مغناطيسيين قطب شمالي وقطب جنوبي يفصل بينهما مسافة معينة - يسمى عضو ثابت - يوضع في وسطها ملف موصل ببطارية تمده بتيار مستمر. يشكل الملف العضو الدوار للمحرك.
و بذلك سيتولد مجال مغناطيسي دائم نتيجة مرور خطوط الفيض المغناطيسي من القطب الشمالي إلى الجنوبي علما بأن عزم الدوران يتناسب طرديا مع عدد هذه الخطوط المغناطيسية المارة في الملف، كما يتناسب مع شدة التيار في الملف.

## مبدأ العمل
يعمل المحرك بمبدأ قوة لورنتز الذي يقول أن:«أي موصل يسير فيه تيار كهربائي ويكون موجودا في مجال مغناطيسي خارجي تؤثر عليه قوة، ويكون اتجاه القوة عموديا على كل من اتجاه المجال المغناطيسي واتجاه التيار الكهربائي» طبقا لـ قاعدة اليد اليمنى).
ولكي يستمر الملف الوسطي في الدوران فيلزم عكس التيار فيه كل نصف دورة. وهذا يتم بواسطة مبادل كهربائي يستمد التيار المستمر من بطارية عن طريق فرشتين موصلتين (أسود في الشكل) ويوصله إلى الملف. تتكون الفرشة من شرائح من النحاس.
يتميز محرك التيار المستمر بتكلفة قليلة، وأداء مستديم، وتحكم سهل في سرعة المحرك. إلا أنه يحتاج استبدال الفرش وتنظيف اقطاب المبادل الكهربائي بين حين وآخر.
كما في جميع المحركات الدوارة يقوم مبدأ تدوير المحرك على تنافر مجالين مغناطيسيين أو أكثر في تحريك العضو الدوار حسب إتجاه عزم دوران المجال المغناطيسي الأقوى من بينهم.

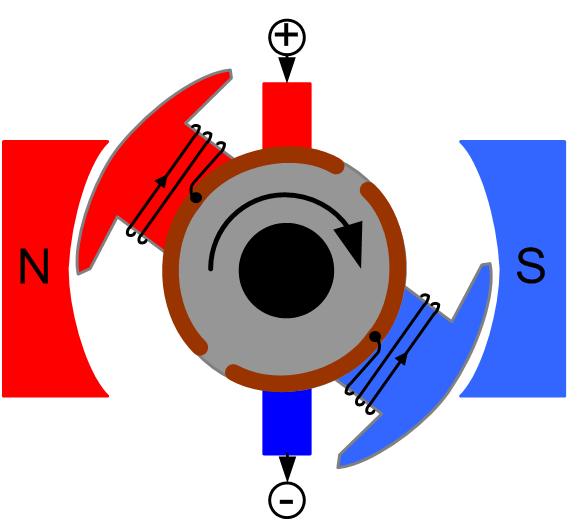
مقطع في محرك تيار مستمر يعمل بمغناطيس. المبادل الكهربائي واضح في هذا الشكل وهو هنا عبارة عن حلقة معدنية مقسومة إلى قسمين (بني اللون). الفرشتان مميزتان بعلامة (+) و (-) لدخول وخروج التيار من الملف.

و بسبب وجود مجال مغناطيسي دائم بين القطبين الموضوعين فإنه يكفي استحثاث مجال آخر باستخدام طريقة حث فرداي لجعل العضو الدوار يباشر العمل.
عند مرور التيار الكهربي في الملفات بين القطبين يتم استحثاث مجال مغناطيسي حسب تحريض فرداي وتنشأ نتيجة لهذا المجال قوة مغناطيسية متعاكسة على طرفي الملف يمكن معرفة اتجاهها بيسر عن طريق قاعدة اليد اليمنى، تتولى هذه القوة الناشئة توليد عزم دوران يقوم بتدوير الملف.

## اقرأ أيضا
- محرك تيار متردد
- محرك تزامن
- محرك كهربائي